# Manoalide
Manoalide é um bloqueador dos canais de cálcio. Possui efeito antibiótico, analgésico e anti-inflamatório e pode ser encontrado em algumas esponjas, inclusive espécies do Pacífico Oeste Luffariella variabilis.